# Королівський філармонічний оркестр

логотип Королівського філармонічного оркестру

Королівський філармонічний оркестр (КФО, англ. Royal Philharmonic Orchestra) — Британський симфонічний оркестр з майданчиком в Лондоні, іноді його називають «Національним оркестром Великої Британії» (англ. Britain's national orchestra).

## Історія
КФО був заснований в 1946 році Сером Томасом Бічем, а свій перший концерт зіграв в Кройлдоні 15 вересня 1946 року. Бічем був головним диригентом до своєї смерті в 1961 році. Йому на зміну прийшов тодішній помічник диригента Рудольф Кемпе, якому в 1970 році було присвоєно звання Довічного диригента. Згодом музичними керівниками та головними диригентами оркестру були Антал Дораті, Вальтер Веллер, Андре Превін, Володимир Ашкеназі, Юрій Темірканов, Даніель Ґатті. Він покинув цей пост в 2009-му і став Диригентом-лауреатом. У 2009 році художнім керівником і головним диригентом оркестру став Шарль Дютуа.
У 1950 році оркестр гастролював по США, ставши першим британським оркестром, який відвідав Америку з часів візиту Лондонського симфонічного оркестру в 1912-му.
Після смерті Бічема оркестр реорганізувався в самоврядне товариство з обмеженою відповідальністю і незабаром зіткнувся з першими труднощами. Королівське філармонічне товариство вирішило не задіювати КФО в своїх концертах 1963-го року. Починаючи з 1964 року, замість КФО у Гліндебурні грає Лондонський філармонічний оркестр. Тоді ж, керівництво Ройял Фестивал Холлу також перервало свої відносини з КФО. Частина основних музикантів покинула оркестр, а Кемпе пішов з поста головного диригента, але незабаром повернувся. Завдяки підтримці Сера Малколма Сарджента оркестр з успіхом почав проводити свої концерти в приміщенні кінотеатру Swiss Cottage в передмісті Лондона
Друга загроза існуванню оркестру виникла в 1984 році, коли журналіст Вільям Різ-Могг в огляді, опублікованому від імені Ради по культурі (англ. Arts Council) висловився про те, що Англії не вистачає хорошого симфонічного оркестру на сході країни: КФО пропонувалося переїхати в Ноттінгем. У той же час, в іншій доповіді Ради з культури містилась реконмендація КФО приєднатися до Лондонського симфонічного оркестру і використовувати як спільний майданчик Барбакан-центр; жодна з пропозицій не було втілено в життя.
В 1992 році оркестр призначив Пітера Максвелла Девіса асоційованим диригентом і композитором КФО. 7 квітня 1994 року Королівський Філармонічний оркестр під керівництвом Сера Гілберта Левайна виступав в Ватикані. На історичному «Папському Концерті Пам'яті Жертв Голокосту" Концерт вів Річард Дрейфус. Партію віолончелі виконував Лінн Харрелл.
У липні 2008 року було оголошено, що майданчиком КФО вже п'ятий рік поспіль залишиться Лоустофт (англ. Lowestoft) в Саффолку. У цьому східному містечку Англії оркестр дає по чотири концерти на рік.

## Записи
З перших днів утворення оркестру і до самої смерті Бічема, КФО зробив під його керівництвом величезну кількість записів для лейблів Columbia Records, RCA Victor і EMI. Одним з перших стереофонічних записів оркестру стала виконана в 1955 році симфонічна поема «Тапіола» Яна Сібеліуса записана на EMI.
В 1964 році спільно з КФО свою оперу «Пригоди гульвіси» записав Ігор Федорович Стравінський. У період з 1964 по 1979 роки КФО, спільно з оперною трупою D’Oyly Carte, записував опери Гілберта і Саллівана для лейбла Decca Records.
В 1986 році оркестр запустив власний лейбл звукозапису - RPO Records, заявивши, що це перший у світі «звукозаписний лейбл, власником якого є симфонічний оркестр"
Крім записів класичного репертуару, КФО записав кілька саундтреків, у тому числі для фільмів «Червоні пуанти» та «Казки Гофмана» Майкла Пауелла і Емерік Прессбургера.
Записана КФО велика колекція недорогих компакт-дисків була випущена в Німеччині лейблом Music International Компанія AG (TIM AG). В основному ці диски представлені на європейському ринку.

## Головні диригенти
- Томас Бічем (1946—1961)
- Рудольф Кемпе (1962—1975)
- Антал Дораті (1975—1978)
- Вальтер Веллер (1980—1985)
- Андре Превін (1985—1992)
- Володимир Ашкеназі (1987—1994)
- Юрій Темірканов (1992—1998)
- Даніелє Гатті (1996-2009)
- Шарль Дютуа (з 2009 року)

## Робота, що не пов'язана з класичною музикою
Королівським філармонічним концертним оркестром, асоційованим з Королівським філармонічним оркестром у цей час керує Еллі Еплбі. Його призначення - виконання більш «легких» класичних творів. Він був утворений в 1987 році, прийшовши на зміну Королівського філармонічного поп-оркестру (англ. Royal Philharmonic Pops Orchestra).
Музиканти КФО брали участь у багатьох записах некласичної музики, в тому числі «Yanni Live at the Acropolis», концерті в Греції в 1993 році, на якому диригував Шахрдад Рохані в серії звукозаписів «Hooked on Classics»; оркестрових аранжуваннях музики рок-гуртів Pink Floyd, Oasis, Queen, U2 і ABBA; в запису пісні й альбому, «Art of Life» японського рок-гурту X Japan, написаної Єсіков Хаясі; офіційної музичної теми Ліги чемпіонів УЄФА; пісень на альбомі 2004 року «A Semblance of Normality» британського фолк-метал гурту Skyclad; альбому «Symphonic Rock: A Symphony of Hits 2004»; а також у запису музичної теми спортивної програми каналу Бі-бі-сі «Grandstand» в 1982 році.
Сингл «Hooked On Classics» у виконанні Королівського філармонічного оркестру потрапив на 10-у сходинку хіт-параду США в 1981-1982 рр..
Оркестр записав музичну тему для Радіо Мерк'юрі, яке виступило спонсором декількох концертів.
Королівський філармонічний оркестр запише музику до мультиплікаційних фільмів: Star Tours (спільно з Джоном Вільямсом), Power Rangers: Super Legends (спільно з Гремом Ревеллом) і Captain EO (спільно з Джейсмом Хорнером).